# Kambuzi
Kambuzi es un cultivar de ají que produce un fruto redondo pequeño, propio de la región central en Malawi, un distrito mediterráneo en el sureste de África. Existe en varios colores incluidos el amarillo, rojo y anaranjado. Se lo utiliza para preparar condimentos, y saborizar salsas y pastas untables. Su aroma es similar al del ají habanero.
Su nombre significa "pequeña cabra", ya que a las cabras les gusta masticar sus hojas.

## Nivel de picante
Está considerado un ají muy picante.  En la escala Scoville su grado de pungencia se estima entre  50,000 a 175,000  SHUs